# Pleșești (okręg Suczawa)
Pleșești – wieś w Rumunii, w okręgu Suczawa, w gminie Vulturești. W 2011 roku liczyła 554 mieszkańców. 